# King Kong 2
Série
King Kong
Pour plus de détails, voir Fiche technique et Distribution.
King Kong 2 (King Kong Lives) est un film américain réalisé par John Guillermin, sorti en 1986. C'est une suite directe au King Kong de 1976, du même réalisateur.

## Synopsis
King Kong a survécu à sa chute du World Trade Center. Depuis dix ans, il est pris en charge par l'Atlanta Institute. Dans une salle chirurgicale hors normes, King Kong est là, allongé, le cœur faible, dans un profond coma, mais en vie. Des scientifiques viennent de mettre au point un cœur artificiel à la taille du malade. Mais malgré les 7 millions de dollars que vaut ce nouveau cœur, la transplantation ne peut se faire. En effet, King Kong a perdu trop de sang et toute opération chirurgicale importante, sans une transfusion sanguine conséquente, l'enverrait à une mort certaine. C'est alors qu'un aventurier, Hank Mitchell, découvre, dans la jungle de Bornéo, un gigantesque gorille femelle qu'il revend à l'institut. King Kong reçoit donc du sang de la part de la femelle et sort de son coma. King Kong va découvrir l'amour fou et fuir avec la femelle. Mais le Colonel Nevitt et ses hommes cherchent à éliminer King Kong pour de bon.

## Fiche technique
- Titre original : King Kong Lives
- Titre français : King Kong 2
- Pays d'origine :  États-Unis
- Réalisation : John Guillermin, assisté de Brian W. Cook et Matt Earl Beesley
- Scénario : Steven Pressfield et Ronald Shusett, d'après les personnages de Merian C. Cooper et Edgar Wallace
- Musique : John Scott
- Directeur de production : Robert Rothbard & Lucio Trentini
- Photographie : Alec Mills
- Montage : Malcolm Cooke
- Effets spéciaux : Carlo Rambaldi
- Décors : Peter Murton
- Costumes : Clifford Capone
- Maquillage : Jeff Goodwin (non crédité)
- Producteur : Martha De Laurentiis[1]
  - Producteurs délégués : Dino De Laurentiis, Ronald Shusett, Lucio Trentini
- Production : Dino De Laurentiis Company
- Langue originale : anglais
- Budget : environ 18 000 000 USD
- Format : Couleur - 2.35:1 - son Dolby
- Genre : aventure, fantastique, horreur
- Durée : 105 minutes
- Dates de sortie : 
  - États-Unis : 19 décembre 1986
  - France : 8 avril 1987

## Distribution
- Brian Kerwin (VF : Patrick Floersheim) : Hank Mitchell
- Linda Hamilton (VF : Béatrice Delfe) : Amy Franklin
- John Ashton (VF : Jacques Deschamps) : Colonel R.T. Nevitt
- Peter Michael Goetz : Dr. Andrew Ingersoll
- Frank Maraden : Dr. Benson Hughes
- Alan Sader : Docteur de faculté
- Marc Clement : Chef d'équipe
- Michael Forest : Vance
- Mike Starr : Garde
- Peter Elliott : King Kong
- George Yiasoumi : Lady Kong
- Richard Rhodes : Reporter
- Larry Souder : Reporter
- Ted Prichard : Reporter
- Jayne Gray : Reporter
- Debbie McLeod : Reporter

## Commentaire
Au milieu des années 1980, la diffusion télévisée aux États-Unis de King Kong (1976) constitue un tel record d'audience que le producteur italien Dino De Laurentiis pense judicieux de lui donner cette suite, même tardive. Globalement honnie par les médias, celle-ci fait en outre un flop au box-office américain avec moins de 5 millions de recettes pour un budget de 18 millions, rencontrant néanmoins un certain succès dans le reste du monde, portant ses recettes à 48,9 millions. Le film restera très critiqué, et nommé aux Razzie Awards des pires effets spéciaux.

## Distinctions

### Nominations
- Razzie Awards 1987 : pire effets spéciaux